# Kero Kero Bonito
Kero Kero Bonito — британская группа, состоящая из вокалистки Сары Бонито (сценический псевдоним), продюсеров Гаса Лоббана и Джейми Булледа. Название группы состоит из звукоподражания лягушки в японском языке и вида рыбы бонито. На звучание группы повлияли J-pop, дэнсхолл и музыка из компьютерных игр.

## История
Лоббан и Буллед выросли вместе в пригороде Лондона и ходили в одну школу. Они хотели найти человека для их музыкального проекта, способного говорить по-японски, поэтому они разместили объявление в японской социальной сети MixB. Сара, которая до 13 лет проживала в Нагое (Япония), стала одной из откликнувшихся. Она была выбрана в качестве вокалистки из-за её опыта участия в другой группе. Коллектив выпустил свой дебютный микстейп Intro Bonito в августе 2014 года.
В сентябре 2014 года Kero Kero Bonito выпустили Bonito Recycling - сборник ремиксов треков из Intro Bonito от таких исполнителей, как Danny L Harle, Spazzkid и других. 10 августа 2015 группа анонсировала свой первый тур по Северной Америке, который состоялся в октябре 2015. 21 октября Kero Kero Bonito выпустила свой первый альбом Bonito Generation под лейблом Double Denim, который позже был переиздан в Японии под лейблом Sony Music Entertainment Japan.
12 февраля 2018 года группа выпустила сингл Only Acting, который своим звучанием сильно отличался от всех предыдущих треков. Спустя неделю, 20 февраля был выпущен мини-альбом TOTEP (The One True Extended Play).
13 апреля 2018 года Kero Kero Bonito выступили с новыми композициями. Помимо основных участников в представлении участвовали Джеймс Роуланд (гитарист) и Дженнифер Волтон (ударник и сэмплер). Выступление отразило новое звучание группы.
8 мая 2018 года группа выпустила сингл Time Today и анонсировала второй студийный альбом Time 'n' Place, который был выпущен 1 октября. По звуку альбом значительно отличается от предыдущего альбома группы. Вдохновлением для записи альбома стали изменения в жизни участников, которые начались одновременно с их первым туром.

## Состав
- Сара Бонито (Сара Мидори Перри) – вокал
- Гас Лоббан – ударные, клавишные, сэмплы, бэк-вокал, продюсирование
- Джейми Буллед – клавишные, электрогитара, акустическая гитара, сэмплы, продюсирование

## Дискография

### Альбомы
| Год  | Название          |
| ---- | ----------------- |
| 2016 | Bonito Generation |
| 2018 | Time 'n' Place    |

### Микстейпы
| Год  | Название     |
| ---- | ------------ |
| 2013 | Intro Bonito |

### Мини-альбомы
| Год  | Название         |
| ---- | ---------------- |
| 2014 | Bonito Recycling |
| 2017 | Bonito (Retakes) |
| 2018 | TOTEP            |

### Синглы
| Год  | Название                  |
| ---- | ------------------------- |
| 2011 | "Weapons Grade"           |
| 2012 | "Coursework Story"        |
| 2012 | "(Getting To) The Top"    |
| 2012 | "Ms.World"                |
| 2012 | "Laser Quest"             |
| 2012 | "Dancing in the Street"   |
| 2013 | "Why Aren't You Dancing?" |
| 2013 | "Astronomy for Two"       |
| 2014 | "Build It Up"             |
| 2014 | "Pocket Crocodile"        |
| 2014 | "Sick Beat"               |
| 2014 | "Picture This"            |
| 2015 | "Small Town"              |
| 2015 | "Park Song"               |
| 2015 | "Chicken"                 |
| 2016 | "Lipslap"                 |
| 2016 | "Flamingo"                |
| 2016 | "Break"                   |
| 2016 | "Graduation"              |
| 2016 | "Fish Bowl"               |
| 2016 | "Trampoline"              |
| 2017 | "Forever Summer Holiday"  |
| 2017 | "Rock 'n' Roll Star"      |
| 2018 | "Only Acting"             |
| 2018 | "Time Today"              |
| 2018 | "World Tour 2018"         |
| 2018 | "Make Believe"            |

### Ремиксы
| Год  | Исполнитель | Название                                                  |
| ---- | ----------- | --------------------------------------------------------- |
| 2015 | Spazzkid    | "Daytime Disco" (Kero Kero Bonito Remix) feat. Neon Bunny |